# Rodbina Keresztury
Rodbina Keresztury (madž. Keresztúry) znana tudi pod imenoma Keresturi in Križevski je bila starodavna ogrska plemiška rodbina na območju današnjega Prekmurja.

## Zgodovina
Družina Keresztury je ena izmed najstarejših prekmurskih plemiških družin, katere prve predstavnike zasledimo že v 13. stoletju, ko jih je ogrski kralj Ladislav IV. leta 1275 povzdignil v plemiški stan. Družina je imela posesti in podložnike na območju Železne in Zalske Županije, njihovi predstavniki pa so na začetku 18. stoletja prebivali v Bakovcih, Tišini in Krajni. V Bakovcih se je družina obdržala vse do 20. stoletja, ko je umrl poslednji moški potomec. Bili so tudi finančni podporniki samostanov, saj je Suzana pl. Berke roj. pl. Keresztury de Petrikeresztur, vdova po Petru pl. Berke, leta 1740 samostanu v Sveti Jeleni (Medžimurje) darovala 1000 forintov. O ugledu družine priča tudi to, da so imeli lastno družinsko grobnico v murskosoboški cerkvi. Družina Keresztury je bila v družinskih povezavah s plemiškimi družinami Batthyány, Niczky, Sibrik, Czigany, Berke, Troxar, Pisasichz, Rapossa, Vasdinnyei, Taba, Balogh itd..

## Vidnejši predstavniki rodbine
- Janez pl. Keresztury (15. stoletje) okrajni glavar Zalske Županije
- Janez pl. Keresztury (15. stoletje) namestnik velikega župana Železne Županije
- Mihael pl. Keresztury (15. stoletje) okrajni glavar Zalske Županije
- Jurij pl. Keresztury (16. stoletje) lendavski vojaški poveljnik v službi družine Banffy, okrajni glavar Zalske Županije
- Janez pl. Keresztury (17. stoletje) okrajni glavar Zalske Županije
- Gašpar pl. Keresztury (17. stoletje) sodniški prisednik Železne Županije
- Adam pl. Keresztury (18. stoletje) sodniški prisednik Železne Županije
- Franc pl. Keresztury (18. stoletje) višji županijski zdravnik Zalske Županije
- Jakob pl. Keresztury (18. stoletje) insurgencijski nadporočnik
- Pavel pl. Keresztury (pater Gratus) (15. marec 1735 Bakovci - 28. oktober 1798 Kaniža, Madžarska) frančiškan province sv. Ladislava
- Alojzij pl. Keresztury (19. stoletje) bakovski okrajni glavar
- Janez pl. Keresztury (19. stoletje) sodnik županijske table Železne Županije
- Kalman pl. Keresztury (19. stoletje) martjanski kraljevi notar
- Jožef pl. Keresztury ( 1851 Bakovci - 1908) višji okrajni glavar Železne Županije
- Vince pl. Keresztury (1864 Bakovci - 1944) katoliški duhovnik, cankovski župnik